# Навигаторов лет
Навигаторов лет (енгл. Flight of the Navigator) је амерички научнофантастични филм из 1986 године.